# Copa d'Àfrica de Nacions 2021
La Copa d'Àfrica de Nacions 2021 (AFCON 2021 segons l'acrònim anglès utilitzat sovint) és la trenta-tresena edició de la Copa d'Àfrica de Nacions i es disputa al Camerun entre el 9 de gener i el 6 de febrer del 2022. S'havia de jugar el juny del 2021 però va ser endarrerida, tant per la pandèmia de COVID-19 com per les adverses condicions climatològiques d'aquell moment en el país amfitrió. La confirmació de seu i dates la va fer el president de la Confederació Africana de Futbol (CAF) el 21 de desembre de 2021, després de reunir-se amb el president del Camerun, Paul Biya.
Algèria, que defensava el títol de campiona aconseguit en l'edició anterior, va quedar eliminada a la fase de grups en quedar última del seu amb tan sols un punt.

## Selecció d'amfitrió
Després de la reunió del Comitè Executiu de la CAF el 24 de gener de 2014, es va anunciar que hi havia tres candidats oficials per a l'edició de 2021: Algèria, Guinea i Costa d'Ivori. Aquesta llista era diferent de la llista de les ofertes del país amfitrió tant per a l'edició 2019 com per a l'edició 2021 de la Copa de Nacions tal com va anunciar la CAF el novembre de 2013, amb la República Democràtica del Congo, Gabon i Zàmbia també a la llista original. Els tres candidats oficials també es postulaven per acollir la Copa d'Àfrica de Nacions 2019.
La decisió del país d'acollida es va ajornar a principis de 2014 per concedir a cada país licitador el temps suficient per rebre la delegació d'inspecció. Després de la votació final a la reunió del Comitè Executiu de la CAF, el 20 de setembre de 2014, la CAF va anunciar els amfitrions dels subsegüents tornejos de la Copa d'Àfrica de Nacions: 2019 es va atorgar al Camerun, 2021 a Costa d'Ivori i 2023 a Guinea.

### Canvi d'amfitrió
El 30 de novembre de 2018 la CAF va retirar el Camerun de la seu de la Copa d'Àfrica de Nacions 2019 pel retard amb el qual portava els preparatius. Va ser el 8 de gener del mateix 2019, avançant un dia la reunió inicialment prevista, que es va anunciar Egipte com a nova seu. Tanmateix, el president de la CAF, Ahmad Ahmad, va dir que el Camerun havia acceptat acollir la Copa d'Àfrica de Nacions 2021 i, en conseqüència, Costa d'Ivori, amfitriona original de 2021, passava a acollir la Copa d'Àfrica de Nacions 2023 i Guinea, amfitriona original de 2023, acolliria la Copa d'Àfrica de Nacions 2025.
El 30 de gener de 2019, el president de la CAF va confirmar el canvi de calendari, després d'una reunió amb Alassane Ouattara, el president de Costa d'Ivori, a Abidjan, la capital econòmica del país.

## Equips classificats
| Equip             | Via de classificació | Data de classificació | Participacions anteriors | Número participació | Millor resultat                                   | Rànquing FIFA |
| ----------------- | -------------------- | --------------------- | ------------------------ | ------------------- | ------------------------------------------------- | ------------- |
| Camerun           | Seu/Campió Grup F    | 8 gener 2019          | 20                       | 2019                | Campió (1984, 1988, 2000, 2002, 2017)             | 50            |
| Senegal           | Campió Grup I        | 15 novembre 2020      | 16                       | 2019                | Finalista (2002, 2019)                            | 20            |
| Algèria           | Campió Grup H        | 16 novembre 2020      | 19                       | 2019                | Campió (1990, 2019)                               | 29            |
| Mali              | Campió Grup A        | 17 novembre 2020      | 12                       | 2019                | Finalista (1972)                                  | 53            |
| Tunísia           | Campió Grup J        | 17 novembre 2020      | 20                       | 2019                | Campió (2004)                                     | 30            |
| Burkina Faso      | Campió Grup B        | 24 març 2021          | 12                       | 2017                | Finalista (2013)                                  | 60            |
| Guinea            | Finalista Grup A     | 24 març 2021          | 13                       | 2019                | Finalista (1976)                                  | 81            |
| Comores           | Finalista Grup G     | 25 març 2021          | 1                        | Cap                 | Debut                                             | 132           |
| Gabon             | Finalista Grup D     | 25 març 2021          | 8                        | 2017                | Quarts de final (1996, 2012)                      | 89            |
| Gàmbia            | Campió Grup D        | 25 març 2021          | 1                        | Cap                 | Debut                                             | 150           |
| Egipte            | Campió Grup G        | 25 març 2021          | 25                       | 2019                | Campió (1957, 1959, 1986, 1998, 2006, 2008, 2010) | 45            |
| Ghana             | Campió Grup C        | 25 març 2021          | 23                       | 2019                | Campió (1963, 1965, 1978, 1982)                   | 52            |
| Guinea Equatorial | Finalista Grup J     | 25 març 2021          | 3                        | 2015                | Quart (2015)                                      | 114           |
| Zimbàbue          | Finalista Grup H     | 25 març 2021          | 5                        | 2019                | Fase de grups (2004, 2006, 2017, 2019)            | 121           |
| Costa d'Ivori     | Campió Grup K        | 26 març 2021          | 24                       | 2019                | Campió (1992, 2015)                               | 56            |
| Marroc            | Campió Grup E        | 26 març 2021          | 18                       | 2019                | Campió (1976)                                     | 28            |
| Nigèria           | Campió Grup L        | 27 març 2021          | 19                       | 2019                | Campió (1980, 1994, 2013)                         | 36            |
| Sudan             | Finalista Grup C     | 28 març 2021          | 9                        | 2012                | Campió (1970)                                     | 125           |
| Malawi            | Finalista Grup B     | 29 març 2021          | 3                        | 2010                | Fase de grups (1984, 2010)                        | 129           |
| Etiòpia           | Finalista Grup K     | 30 març 2021          | 11                       | 2013                | Campió (1962)                                     | 137           |
| Mauritània        | Finalista Grup E     | 30 març 2021          | 2                        | 2019                | Fase de grups (2019)                              | 103           |
| Guinea Bissau     | Finalista Grup I     | 30 març 2021          | 3                        | 2019                | Fase de grups (2017, 2019)                        | 106           |
| Cap Verd          | Finalista Grup F     | 30 març 2021          | 3                        | 2015                | Quarts de final (2013)                            | 73            |
| Sierra Leone      | Finalista Grup L     | 15 juny 2021          | 3                        | 1996                | Fase de grups (1994, 1996)                        | 108           |

## Seus
Amb l'expansió de 16 a 24 equips, sis seus foren escollides, dues a la capital Yaoundé, i una a Douala, Limbe, Bafoussam i Garoua. El partit inaugural fou al nou Estadi Olembe de Yaoundé.
| Japoma Stadium       | Olembe Stadium    | Stade Ahmadou Ahidjo |
| Capacitat: 50.000    | Capacitat: 60.000 | Capacitat: 42.500    |
|                      |                   |                      |
| Garoua               | Bafoussam         | Limbe                |
| Roumdé Adjia Stadium | Kouekong Stadium  | Limbe Stadium        |
| Capacitat: 30.000    | Capacitat: 20.000 | Capacitat: 20.000    |
|                      |                   |                      |

## Competició
Els dos primers equips de cada grup, juntament amb els quatre millors tercers classificats, van passar als vuitens de final.
Totes les hores són locals, WAT (UTC+1).

### Desempats
Els equips es van classificar segons els punts obtinguts (3 punts per una victòria, 1 punt per un empat, 0 punts per una derrota), i en cas d'empat a punts, s'aplicaven els següents criteris de desempat, en l'ordre donat, per determinar els rànquings (Normativa article 74):
1. Punts en partits cara a cara entre equips empatats;
2. Diferència de gols en partits cara a cara entre equips empatats;
3. Gols marcats en partits cara a cara entre equips empatats;
4. Si més de dos equips estaven empatats, i després d'aplicar tots els criteris de cara a cara anteriors, si dos equips encara estaven empatats, tots els criteris de cara a cara anteriors s'aplicaven exclusivament a aquests dos equips;
5. Diferència de gols en tots els partits del grup;
6. Gols marcats en tots els partits del grup;
7. Sorteig.

### Primera fase

#### Grup A
| Pos | Equip        | PJ | PG | PE | PP | GF | GC | DG | Pts | Classificació                        |
| --- | ------------ | -- | -- | -- | -- | -- | -- | -- | --- | ------------------------------------ |
| 1   | Camerun (H)  | 3  | 2  | 1  | 0  | 7  | 3  | +4 | 7   | Classificat per la fase eliminatòria |
| 2   | Burkina Faso | 3  | 1  | 1  | 1  | 3  | 3  | 0  | 4   | Classificat per la fase eliminatòria |
| 3   | Cap Verd     | 3  | 1  | 1  | 1  | 2  | 2  | 0  | 4   | Classificat per la fase eliminatòria |
| 4   | Etiòpia      | 3  | 0  | 1  | 2  | 2  | 6  | −4 | 1   |                                      |

| Camerun                            | 2–1     | Burkina Faso |
| ---------------------------------- | ------- | ------------ |
| Aboubakar 40' (pen.), 45+3' (pen.) | Informe | Sangaré 24'  |

| Etiòpia | 0–1     | Cap Verd         |
| ------- | ------- | ---------------- |
|         | Informe | J. Tavares 45+1' |

| Camerun                                  | 4–1     | Etiòpia    |
| ---------------------------------------- | ------- | ---------- |
| Toko Ekambi 8', 68' · Aboubakar 53', 55' | Informe | Hotessa 4' |

| Cap Verd | 0–1     | Burkina Faso |
| -------- | ------- | ------------ |
|          | Informe | Bandé 39'    |

| Cap Verd      | 1–1     | Camerun       |
| ------------- | ------- | ------------- |
| Rodrigues 53' | Informe | Aboubakar 39' |

| Burkina Faso | 1–1     | Etiòpia           |
| ------------ | ------- | ----------------- |
| Bayala 25'   | Informe | Kebede 52' (pen.) |

#### Grup B
| Pos | Equip    | PJ | PG | PE | PP | GF | GC | DG | Pts | Classificació                        |
| --- | -------- | -- | -- | -- | -- | -- | -- | -- | --- | ------------------------------------ |
| 1   | Senegal  | 3  | 1  | 2  | 0  | 1  | 0  | +1 | 5   | Classificat per la fase eliminatòria |
| 2   | Guinea   | 3  | 1  | 1  | 1  | 2  | 2  | 0  | 4   | Classificat per la fase eliminatòria |
| 3   | Malawi   | 3  | 1  | 1  | 1  | 2  | 2  | 0  | 4   | Classificat per la fase eliminatòria |
| 4   | Zimbàbue | 3  | 1  | 0  | 2  | 3  | 4  | −1 | 3   |                                      |

| Senegal           | 1–0     | Zimbàbue |
| ----------------- | ------- | -------- |
| Mané 90+7' (pen.) | Informe |          |

| Guinea    | 1–0     | Malawi |
| --------- | ------- | ------ |
| Sylla 35' | Informe |        |

| Senegal | 0–0     | Guinea |
| ------- | ------- | ------ |
|         | Informe |        |

| Malawi          | 2–1     | Zimbàbue |
| --------------- | ------- | -------- |
| Mhango 43', 58' | Informe | Wadi 38' |

| Malawi | 0–0     | Senegal |
| ------ | ------- | ------- |
|        | Informe |         |

| Zimbàbue                 | 2–1     | Guinea       |
| ------------------------ | ------- | ------------ |
| Musona 26' · Mahachi 43' | Informe | N. Keïta 49' |

#### Grup C
| Pos | Equip   | PJ | PG | PE | PP | GF | GC | DG | Pts | Classificació                        |
| --- | ------- | -- | -- | -- | -- | -- | -- | -- | --- | ------------------------------------ |
| 1   | Marroc  | 3  | 2  | 1  | 0  | 5  | 2  | +3 | 7   | Classificat per la fase eliminatòria |
| 2   | Gabon   | 3  | 1  | 2  | 0  | 4  | 3  | +1 | 5   | Classificat per la fase eliminatòria |
| 3   | Comores | 3  | 1  | 0  | 2  | 3  | 5  | −2 | 3   | Classificat per la fase eliminatòria |
| 4   | Ghana   | 3  | 0  | 1  | 2  | 3  | 5  | −2 | 1   |                                      |

| Marroc     | 1–0     | Ghana |
| ---------- | ------- | ----- |
| Boufal 83' | Informe |       |

| Comores | 0–1     | Gabon         |
| ------- | ------- | ------------- |
|         | Informe | Boupendza 16' |

| Marroc                      | 2–0     | Comores |
| --------------------------- | ------- | ------- |
| Amallah 16' · Aboukhlal 88' | Informe |         |

| Gabon         | 1–1     | Ghana       |
| ------------- | ------- | ----------- |
| Allevinah 88' | Informe | A. Ayew 18' |

| Gabon                             | 2–2     | Marroc                         |
| --------------------------------- | ------- | ------------------------------ |
| Allevinah 21' · Aguerd 81' (p.p.) | Informe | Boufal 74' (pen.) · Hakimi 84' |

| Ghana                  | 2–3     | Comores                           |
| ---------------------- | ------- | --------------------------------- |
| Boakye 64' · Djiku 77' | Informe | Ben Nabouhane 4' · Mogni 62', 85' |

#### Grup D
| Pos | Equip         | PJ | PG | PE | PP | GF | GC | DG | Pts | Classificació                        |
| --- | ------------- | -- | -- | -- | -- | -- | -- | -- | --- | ------------------------------------ |
| 1   | Nigèria       | 3  | 3  | 0  | 0  | 6  | 1  | +5 | 9   | Classificat per la fase eliminatòria |
| 2   | Egipte        | 3  | 2  | 0  | 1  | 2  | 1  | +1 | 6   | Classificat per la fase eliminatòria |
| 3   | Sudan         | 3  | 0  | 1  | 2  | 1  | 4  | −3 | 1   |                                      |
| 4   | Guinea Bissau | 3  | 0  | 1  | 2  | 0  | 3  | −3 | 1   |                                      |

| Nigèria       | 1–0     | Egipte |
| ------------- | ------- | ------ |
| Iheanacho 30' | Informe |        |

| Sudan | 0–0     | Guinea Bissau |
| ----- | ------- | ------------- |
|       | Informe |               |

| Nigèria                                | 3–1     | Sudan            |
| -------------------------------------- | ------- | ---------------- |
| Chukwueze 3' · Awoniyi 45' · Simon 46' | Informe | Khedr 70' (pen.) |

| Guinea Bissau | 0–1     | Egipte    |
| ------------- | ------- | --------- |
|               | Informe | Salah 69' |

| Guinea Bissau | 0–2     | Nigèria                      |
| ------------- | ------- | ---------------------------- |
|               | Informe | Sadiq 56' · Troost-Ekong 75' |

| Egipte         | 1–0     | Sudan |
| -------------- | ------- | ----- |
| Abdelmonem 35' | Informe |       |

#### Grup E
| Pos | Equip             | PJ | PG | PE | PP | GF | GC | DG | Pts | Classificació                        |
| --- | ----------------- | -- | -- | -- | -- | -- | -- | -- | --- | ------------------------------------ |
| 1   | Costa d'Ivori     | 3  | 2  | 1  | 0  | 6  | 3  | +3 | 7   | Classificat per la fase eliminatòria |
| 2   | Guinea Equatorial | 3  | 2  | 0  | 1  | 2  | 1  | +1 | 6   | Classificat per la fase eliminatòria |
| 3   | Sierra Leone      | 3  | 0  | 2  | 1  | 2  | 3  | −1 | 2   |                                      |
| 4   | Algèria           | 3  | 0  | 1  | 2  | 1  | 4  | −3 | 1   |                                      |

| Algèria | 0–0     | Sierra Leone |
| ------- | ------- | ------------ |
|         | Informe |              |

| Guinea Equatorial | 0–1     | Costa d'Ivori |
| ----------------- | ------- | ------------- |
|                   | Informe | Gradel 5'     |

| Costa d'Ivori         | 2–2     | Sierra Leone                     |
| --------------------- | ------- | -------------------------------- |
| Haller 25' · Pépé 65' | Informe | Mu. Kamara 55' · A. Kamara 90+3' |

| Algèria | 0–1     | Guinea Equatorial |
| ------- | ------- | ----------------- |
|         | Informe | Esteban 70'       |

| Costa d'Ivori                          | 3–1     | Algèria      |
| -------------------------------------- | ------- | ------------ |
| Kessié 22' · I. Sangaré 39' · Pépé 54' | Informe | Bendebka 73' |

| Sierra Leone | 0–1     | Guinea Equatorial |
| ------------ | ------- | ----------------- |
|              | Informe | Ganet 38'         |

#### Grup F
| Pos | Equip      | PJ | PG | PE | PP | GF | GC | DG | Pts | Classificació                        |
| --- | ---------- | -- | -- | -- | -- | -- | -- | -- | --- | ------------------------------------ |
| 1   | Mali       | 3  | 2  | 1  | 0  | 4  | 1  | +3 | 7   | Classificat per la fase eliminatòria |
| 2   | Gàmbia     | 3  | 2  | 1  | 0  | 3  | 1  | +2 | 7   | Classificat per la fase eliminatòria |
| 3   | Tunísia    | 3  | 1  | 0  | 2  | 4  | 2  | +2 | 3   | Classificat per la fase eliminatòria |
| 4   | Mauritània | 3  | 0  | 0  | 3  | 0  | 7  | −7 | 0   |                                      |

| Tunísia | 0–1     | Mali            |
| ------- | ------- | --------------- |
|         | Informe | Koné 48' (pen.) |

| Mauritània | 0–1     | Gàmbia        |
| ---------- | ------- | ------------- |
|            | Informe | A. Jallow 10' |

| Gàmbia                | 1–1     | Mali            |
| --------------------- | ------- | --------------- |
| Mu. Barrow 90' (pen.) | Informe | Koné 79' (pen.) |

| Tunísia                                     | 4–0     | Mauritània |
| ------------------------------------------- | ------- | ---------- |
| Mathlouthi 4' · Khazri 9', 64' · Jaziri 66' | Informe |            |

| Gàmbia          | 1–0     | Tunísia |
| --------------- | ------- | ------- |
| A. Jallow 90+3' | Informe |         |

| Mali                            | 2–0     | Mauritània |
| ------------------------------- | ------- | ---------- |
| M. Haïdara 2' · Koné 49' (pen.) | Informe |            |

#### Tercers classificats
| Pos | Grp | Equip        | PJ | PG | PE | PP | GF | GC | DG | Pts | Classificació                        |
| --- | --- | ------------ | -- | -- | -- | -- | -- | -- | -- | --- | ------------------------------------ |
| 1   | A   | Cap Verd     | 3  | 1  | 1  | 1  | 2  | 2  | 0  | 4   | Classificat per la fase eliminatòria |
| 1   | B   | Malawi       | 3  | 1  | 1  | 1  | 2  | 2  | 0  | 4   | Classificat per la fase eliminatòria |
| 3   | F   | Tunísia      | 3  | 1  | 0  | 2  | 4  | 2  | +2 | 3   | Classificat per la fase eliminatòria |
| 4   | C   | Comores      | 3  | 1  | 0  | 2  | 3  | 5  | −2 | 3   | Classificat per la fase eliminatòria |
| 5   | E   | Sierra Leone | 3  | 0  | 2  | 1  | 2  | 3  | −1 | 2   |                                      |
| 6   | D   | Sudan        | 3  | 0  | 1  | 2  | 1  | 4  | −3 | 1   |                                      |

### Eliminatòries
|  | Vuitens de final            | Vuitens de final            |                             |       | Quarts de final | Quarts de final |                             |                             | Semifinals | Semifinals |  |  | Final | Final |
|  |                             |                             |                             |       |                 |                 |                             |                             |            |            |  |  |       |       |
|  | 23 gener – Limbe            |                             |                             |       |                 |                 |                             |                             |            |            |  |  |       |       |
|  |                             |                             |                             |       |                 |                 |                             |                             |            |            |  |  |       |       |
|  | Burkina Faso (p.)           | 1 (7)                       |                             |       |                 |                 |                             |                             |            |            |  |  |       |       |
|  | Burkina Faso (p.)           | 1 (7)                       | 29 gener – Garoua           |       |                 |                 |                             |                             |            |            |  |  |       |       |
|  | Gabon                       | 1 (6)                       |                             |       |                 |                 |                             |                             |            |            |  |  |       |       |
|  | Gabon                       | 1 (6)                       | Burkina Faso                | 1     |                 |                 |                             |                             |            |            |  |  |       |       |
|  | 23 gener – Garoua           |                             | Burkina Faso                | 1     |                 |                 |                             |                             |            |            |  |  |       |       |
|  |                             | Tunísia                     | 0                           |       |                 |                 |                             |                             |            |            |  |  |       |       |
|  | Nigèria                     | Tunísia                     | 0                           | 0     |                 |                 |                             |                             |            |            |  |  |       |       |
|  | Nigèria                     |                             | 2 febrer – Yaoundé (Ahidjo) | 0     |                 |                 |                             |                             |            |            |  |  |       |       |
|  | Tunísia                     | 1                           |                             |       |                 |                 |                             |                             |            |            |  |  |       |       |
|  | Tunísia                     | 1                           | Burkina Faso                | 1     |                 |                 |                             |                             |            |            |  |  |       |       |
|  | 25 gener – Bafoussam        |                             | Burkina Faso                | 1     |                 |                 |                             |                             |            |            |  |  |       |       |
|  |                             | Senegal                     | 3                           |       |                 |                 |                             |                             |            |            |  |  |       |       |
|  | Senegal                     | Senegal                     | 3                           | 2     |                 |                 |                             |                             |            |            |  |  |       |       |
|  | Senegal                     | 30 gener – Yaoundé (Ahidjo) |                             | 2     |                 |                 |                             |                             |            |            |  |  |       |       |
|  | Cap Verd                    | 0                           |                             |       |                 |                 |                             |                             |            |            |  |  |       |       |
|  | Cap Verd                    | 0                           | Senegal                     | 3     |                 |                 |                             |                             |            |            |  |  |       |       |
|  | 26 gener – Limbe            |                             | Senegal                     | 3     |                 |                 |                             |                             |            |            |  |  |       |       |
|  |                             | Guinea Equatorial           | 1                           |       |                 |                 |                             |                             |            |            |  |  |       |       |
|  | Mali                        | Guinea Equatorial           | 1                           | 0 (5) |                 |                 |                             |                             |            |            |  |  |       |       |
|  | Mali                        |                             | 6 febrer – Yaoundé (Olembe) | 0 (5) |                 |                 |                             |                             |            |            |  |  |       |       |
|  | Guinea Equatorial (p.)      | 0 (6)                       |                             |       |                 |                 |                             |                             |            |            |  |  |       |       |
|  | Guinea Equatorial (p.)      | 0 (6)                       | Senegal (p.)                | 0 (4) |                 |                 |                             |                             |            |            |  |  |       |       |
|  | 24 gener – Bafoussam        |                             | Senegal (p.)                | 0 (4) |                 |                 |                             |                             |            |            |  |  |       |       |
|  |                             | Egipte                      | 0 (2)                       |       |                 |                 |                             |                             |            |            |  |  |       |       |
|  | Guinea                      | Egipte                      | 0 (2)                       | 0     |                 |                 |                             |                             |            |            |  |  |       |       |
|  | Guinea                      | 29 gener – Douala           |                             | 0     |                 |                 |                             |                             |            |            |  |  |       |       |
|  | Gàmbia                      | 1                           |                             |       |                 |                 |                             |                             |            |            |  |  |       |       |
|  | Gàmbia                      | 1                           | Gàmbia                      | 0     |                 |                 |                             |                             |            |            |  |  |       |       |
|  | 24 gener – Yaoundé (Olembe) |                             | Gàmbia                      | 0     |                 |                 |                             |                             |            |            |  |  |       |       |
|  |                             | Camerun                     | 2                           |       |                 |                 |                             |                             |            |            |  |  |       |       |
|  | Camerun                     | Camerun                     | 2                           | 2     |                 |                 |                             |                             |            |            |  |  |       |       |
|  | Camerun                     |                             | 3 febrer – Yaoundé (Olembe) | 2     |                 |                 |                             |                             |            |            |  |  |       |       |
|  | Comores                     | 1                           |                             |       |                 |                 |                             |                             |            |            |  |  |       |       |
|  | Comores                     | 1                           | Camerun                     | 0 (1) |                 |                 |                             |                             |            |            |  |  |       |       |
|  | 26 gener – Douala           |                             | Camerun                     | 0 (1) |                 |                 |                             |                             |            |            |  |  |       |       |
|  |                             | Egipte (p.)                 | 0 (3)                       |       | Tercer lloc     | Tercer lloc     |                             |                             |            |            |  |  |       |       |
|  | Costa d'Ivori               | Egipte (p.)                 | 0 (3)                       | 0 (4) | Tercer lloc     | Tercer lloc     |                             |                             |            |            |  |  |       |       |
|  | Costa d'Ivori               | 30 gener – Yaoundé (Ahidjo) | 30 gener – Yaoundé (Ahidjo) | 0 (4) |                 |                 | 5 febrer – Yaoundé (Ahidjo) | 5 febrer – Yaoundé (Ahidjo) |            |            |  |  |       |       |
|  | Egipte (p.)                 | 30 gener – Yaoundé (Ahidjo) | 30 gener – Yaoundé (Ahidjo) | 0 (5) |                 |                 | 5 febrer – Yaoundé (Ahidjo) | 5 febrer – Yaoundé (Ahidjo) |            |            |  |  |       |       |
|  | Egipte (p.)                 | Egipte (prò.)               | 2                           | 0 (5) | Burkina Faso    | 3 (3)           |                             |                             |            |            |  |  |       |       |
|  | 25 gener – Yaoundé (Ahidjo) | Egipte (prò.)               | 2                           |       | Burkina Faso    | 3 (3)           |                             |                             |            |            |  |  |       |       |
|  |                             | Marroc                      | 1                           |       | Camerun (p.)    | 3 (5)           |                             |                             |            |            |  |  |       |       |
|  | Marroc                      | Marroc                      | 1                           | 2     | Camerun (p.)    | 3 (5)           |                             |                             |            |            |  |  |       |       |
|  | Marroc                      |                             |                             | 2     |                 |                 |                             |                             |            |            |  |  |       |       |
|  | Malawi                      | 1                           |                             |       |                 |                 |                             |                             |            |            |  |  |       |       |
|  | Malawi                      | 1                           |                             |       |                 |                 |                             |                             |            |            |  |  |       |       |

#### Vuitens de final
| Burkina Faso                                                                                    | 1–1 (pr.) | Gabon                                                                                        |
| ----------------------------------------------------------------------------------------------- | --------- | -------------------------------------------------------------------------------------------- |
| B. Traoré 28'                                                                                   | Informe   | Guira 90+1' (p.p.)                                                                           |
| Tanda de penals                                                                                 |           |                                                                                              |
| Kaboré · S. Ouattara · E. Tapsoba · Simporé · Yago · Guira · Konaté · A. Tapsoba · I. Ouédraogo | 7–6       | Bouanga · Méyé · Boupendza · Kanga · Biyogo Poko · Ecuele Manga · Ameka · N'Gakoutou · Palun |

| Nigèria | 0–1     | Tunísia    |
| ------- | ------- | ---------- |
|         | Informe | Msakni 47' |

| Guinea | 0–1     | Gàmbia         |
| ------ | ------- | -------------- |
|        | Informe | Mu. Barrow 71' |

| Camerun                         | 2–1     | Comores           |
| ------------------------------- | ------- | ----------------- |
| Toko Ekambi 29' · Aboubakar 70' | Informe | Y. M'Changama 81' |

| Senegal                   | 2–0     | Cap Verd |
| ------------------------- | ------- | -------- |
| Mané 63' · B. Dieng 90+2' | Informe |          |

| Marroc                       | 2–1     | Malawi    |
| ---------------------------- | ------- | --------- |
| En-Nesyri 45+2' · Hakimi 70' | Informe | Mhango 7' |

| Costa d'Ivori                              | 0–0 (pr.) | Egipte                                       |
| ------------------------------------------ | --------- | -------------------------------------------- |
|                                            | Informe   |                                              |
| Tanda de penals                            |           |                                              |
| Pépé · I. Sangaré · Bailly · Cornet · Zaha | 4–5       | Zizo · El Solia · Kamal · Abdelmonem · Salah |

| Mali                                                                                | 0–0 (pr.) | Guinea Equatorial                                                  |
| ----------------------------------------------------------------------------------- | --------- | ------------------------------------------------------------------ |
|                                                                                     | Informe   |                                                                    |
| Tanda de penals                                                                     |           |                                                                    |
| A. N. Traoré · Djenepo · M. Haïdara · Hama. Traoré · Touré · Dieng · Camara · Sacko | 5–6       | E. Nsue · Belima · Akapo · Buyla · Ganet · Coco · Salvador · Eneme |

#### Quarts de final
| Gàmbia | 0–2     | Camerun              |
| ------ | ------- | -------------------- |
|        | Informe | Toko Ekambi 50', 57' |

| Burkina Faso       | 1–0     | Tunísia |
| ------------------ | ------- | ------- |
| Da. Ouattara 45+3' | Informe |         |

| Egipte                     | 2–1 (pr.) | Marroc           |
| -------------------------- | --------- | ---------------- |
| Salah 53' · Trézéguet 100' | Informe   | Boufal 7' (pen.) |

| Senegal                                  | 3–1     | Guinea Equatorial |
| ---------------------------------------- | ------- | ----------------- |
| Diédhiou 28' · Kouyaté 68' · I. Sarr 79' | Informe | Buyla 57'         |

#### Semifinals
| Burkina Faso | 1–3     | Senegal                                 |
| ------------ | ------- | --------------------------------------- |
| Touré 82'    | Informe | A. Diallo 70' · I. Gueye 76' · Mané 87' |

| Camerun                                   | 0–0 (pr.) | Egipte                      |
| ----------------------------------------- | --------- | --------------------------- |
|                                           | Informe   |                             |
| Tanda de penals                           |           |                             |
| Aboubakar · Moukoudi · Léa Siliki · N'Jie | 1–3       | Zizo · Abdelmonem · Lasheen |

#### 3r i 4t lloc
| Burkina Faso                                      | 3–3     | Camerun                                             |
| ------------------------------------------------- | ------- | --------------------------------------------------- |
| Yago 24' · A. Onana 43' (p.p.) · Dj. Ouattara 49' | Informe | Bahoken 71' · Aboubakar 85', 87'                    |
| Tanda de penals                                   |         |                                                     |
| Kaboré · S. Ouattara · Touré · Yago               | 3–5     | Aboubakar · Ngamaleu · Toko Ekambi · Kunde · Oyongo |

#### Final
| Senegal                                           | 0–0 (pr.) | Egipte                              |
| ------------------------------------------------- | --------- | ----------------------------------- |
|                                                   | Informe   |                                     |
| Tanda de penals                                   |           |                                     |
| Koulibaly · A. Diallo · B. Sarr · B. Dieng · Mané | 4–2       | Zizo · Abdelmonem · Hamdy · Lasheen |

## Campió
| Guanyador de Copa d'Àfrica 2021 |
| ------------------------------- |
| · Senegal · Primer títol        |

## Golejadors
Es van marcar un total de 100 gols en 52 partits disputats, fent una mitjana de 1,92 gols per partit.
8 gols
- [[Fitxer:Flag of Cameroon.svg|23x15px|border |alt=Camerun|link=Selecció de futbol del Camerun|{{#if:|]] Vincent Aboubakar

5 gols
- [[Fitxer:Flag of Cameroon.svg|23x15px|border |alt=Camerun|link=Selecció de futbol del Camerun|{{#if:|]] Karl Toko Ekambi

3 gols
- [[Fitxer:Flag of Malawi.svg|23x15px|border |alt=Malawi|link=Selecció de futbol de Malawi|{{#if:|]] Gabadinho Mhango
- [[Fitxer:Flag of Mali.svg|23x15px|border |alt=Mali|link=Selecció de futbol de Mali|{{#if:|]] Ibrahima Koné
- [[Fitxer:Flag of Morocco.svg|23x15px|border |alt=Marroc|link=Selecció de futbol del Marroc|{{#if:|]] Sofiane Boufal
- [[Fitxer:Flag of Senegal.svg|23x15px|border |alt=Senegal|link=Selecció de futbol del Senegal|{{#if:|]] Sadio Mané

2 gols
- [[Fitxer:Flag of the Comoros.svg|23x15px|border |alt=Comores|link=Selecció de futbol de Comores|{{#if:|]] Ahmed Mogni
- [[Fitxer:Flag of Egypt.svg|23x15px|border |alt=Egipte|link=Selecció de futbol d'Egipte|{{#if:|]] Mohamed Salah
- [[Fitxer:Flag of Gabon.svg|23x15px|border |alt=Gabon|link=Selecció de futbol del Gabon|{{#if:|]] Jim Allevinah
- [[Fitxer:Flag of The Gambia.svg|23x15px|border |alt=Gàmbia|link=Selecció de futbol de Gàmbia|{{#if:|]] Musa Barrow
- [[Fitxer:Flag of The Gambia.svg|23x15px|border |alt=Gàmbia|link=Selecció de futbol de Gàmbia|{{#if:|]] Ablie Jallow
- [[Fitxer:Flag of Côte d'Ivoire.svg|23x15px|border |alt=Costa d'Ivori|link=Selecció de futbol de la Costa d'Ivori|{{#if:|]] Nicolas Pépé
- [[Fitxer:Flag of Morocco.svg|23x15px|border |alt=Marroc|link=Selecció de futbol del Marroc|{{#if:|]] Achraf Hakimi
- [[Fitxer:Flag of Tunisia.svg|23x15px|border |alt=Tunísia|link=Selecció de futbol de Tunísia|{{#if:|]] Wahbi Khazri

1 gol
- [[Fitxer:Flag of Algeria.svg|23x15px|border |alt=Algèria|link=Selecció de futbol d'Algèria|{{#if:|]] Sofiane Bendebka
- [[Fitxer:Flag of Burkina Faso.svg|23x15px|border |alt=Burkina Faso|link=Selecció de futbol de Burkina Faso|{{#if:|]] Hassane Bandé
- [[Fitxer:Flag of Burkina Faso.svg|23x15px|border |alt=Burkina Faso|link=Selecció de futbol de Burkina Faso|{{#if:|]] Cyrille Bayala
- [[Fitxer:Flag of Burkina Faso.svg|23x15px|border |alt=Burkina Faso|link=Selecció de futbol de Burkina Faso|{{#if:|]] Dango Ouattara
- [[Fitxer:Flag of Burkina Faso.svg|23x15px|border |alt=Burkina Faso|link=Selecció de futbol de Burkina Faso|{{#if:|]] Djibril Ouattara
- [[Fitxer:Flag of Burkina Faso.svg|23x15px|border |alt=Burkina Faso|link=Selecció de futbol de Burkina Faso|{{#if:|]] Gustavo Sangaré
- [[Fitxer:Flag of Burkina Faso.svg|23x15px|border |alt=Burkina Faso|link=Selecció de futbol de Burkina Faso|{{#if:|]] Blati Touré
- [[Fitxer:Flag of Burkina Faso.svg|23x15px|border |alt=Burkina Faso|link=Selecció de futbol de Burkina Faso|{{#if:|]] Bertrand Traoré
- [[Fitxer:Flag of Burkina Faso.svg|23x15px|border |alt=Burkina Faso|link=Selecció de futbol de Burkina Faso|{{#if:|]] Steeve Yago
- [[Fitxer:Flag of Cameroon.svg|23x15px|border |alt=Camerun|link=Selecció de futbol del Camerun|{{#if:|]] Stéphane Bahoken
- [[Fitxer:Flag of Cape Verde.svg|23x15px|border |alt=Cap Verd|link=Selecció de futbol de Cap Verd|{{#if:|]] Garry Rodrigues
- [[Fitxer:Flag of Cape Verde.svg|23x15px|border |alt=Cap Verd|link=Selecció de futbol de Cap Verd|{{#if:|]] Júlio Tavares
- [[Fitxer:Flag of the Comoros.svg|23x15px|border |alt=Comores|link=Selecció de futbol de Comores|{{#if:|]] Youssouf M'Changama
- [[Fitxer:Flag of the Comoros.svg|23x15px|border |alt=Comores|link=Selecció de futbol de Comores|{{#if:|]] El Fardou Ben Nabouhane
- [[Fitxer:Flag of Egypt.svg|23x15px|border |alt=Egipte|link=Selecció de futbol d'Egipte|{{#if:|]] Mohamed Abdelmonem
- [[Fitxer:Flag of Egypt.svg|23x15px|border |alt=Egipte|link=Selecció de futbol d'Egipte|{{#if:|]] Trézéguet
- [[Fitxer:Flag of Equatorial Guinea.svg|23x15px|border |alt=Guinea Equatorial|link=Selecció de futbol de Guinea Equatorial|{{#if:|]] Jannick Buyla
- [[Fitxer:Flag of Equatorial Guinea.svg|23x15px|border |alt=Guinea Equatorial|link=Selecció de futbol de Guinea Equatorial|{{#if:|]] Pablo Ganet
- [[Fitxer:Flag of Equatorial Guinea.svg|23x15px|border |alt=Guinea Equatorial|link=Selecció de futbol de Guinea Equatorial|{{#if:|]] Esteban Obiang
- [[Fitxer:Flag of Ethiopia.svg|23x15px|border |alt=Etiòpia|link=Selecció de futbol d'Etiòpia|{{#if:|]] Dawa Hotessa
- [[Fitxer:Flag of Ethiopia.svg|23x15px|border |alt=Etiòpia|link=Selecció de futbol d'Etiòpia|{{#if:|]] Getaneh Kebede
- [[Fitxer:Flag of Gabon.svg|23x15px|border |alt=Gabon|link=Selecció de futbol del Gabon|{{#if:|]] Aaron Boupendza
- [[Fitxer:Flag of Ghana.svg|23x15px|border |alt=Ghana|link=Selecció de futbol de Ghana|{{#if:|]] André Ayew
- [[Fitxer:Flag of Ghana.svg|23x15px|border |alt=Ghana|link=Selecció de futbol de Ghana|{{#if:|]] Richmond Boakye
- [[Fitxer:Flag of Ghana.svg|23x15px|border |alt=Ghana|link=Selecció de futbol de Ghana|{{#if:|]] Alexander Djiku
- [[Fitxer:Flag of Guinea.svg|23x15px|border |alt=Guinea|link=Selecció de futbol de Guinea|{{#if:|]] Naby Keïta
- [[Fitxer:Flag of Guinea.svg|23x15px|border |alt=Guinea|link=Selecció de futbol de Guinea|{{#if:|]] Issiaga Sylla
- [[Fitxer:Flag of Côte d'Ivoire.svg|23x15px|border |alt=Costa d'Ivori|link=Selecció de futbol de la Costa d'Ivori|{{#if:|]] Max Gradel
- [[Fitxer:Flag of Côte d'Ivoire.svg|23x15px|border |alt=Costa d'Ivori|link=Selecció de futbol de la Costa d'Ivori|{{#if:|]] Sébastien Haller
- [[Fitxer:Flag of Côte d'Ivoire.svg|23x15px|border |alt=Costa d'Ivori|link=Selecció de futbol de la Costa d'Ivori|{{#if:|]] Franck Kessié
- [[Fitxer:Flag of Côte d'Ivoire.svg|23x15px|border |alt=Costa d'Ivori|link=Selecció de futbol de la Costa d'Ivori|{{#if:|]] Ibrahim Sangaré
- [[Fitxer:Flag of Mali.svg|23x15px|border |alt=Mali|link=Selecció de futbol de Mali|{{#if:|]] Massadio Haïdara
- [[Fitxer:Flag of Morocco.svg|23x15px|border |alt=Marroc|link=Selecció de futbol del Marroc|{{#if:|]] Zakaria Aboukhlal
- [[Fitxer:Flag of Morocco.svg|23x15px|border |alt=Marroc|link=Selecció de futbol del Marroc|{{#if:|]] Selim Amallah
- [[Fitxer:Flag of Morocco.svg|23x15px|border |alt=Marroc|link=Selecció de futbol del Marroc|{{#if:|]] Youssef En-Nesyri
- [[Fitxer:Flag of Nigeria.svg|23x15px|border |alt=Nigèria|link=Selecció de futbol de Nigèria|{{#if:|]] Taiwo Awoniyi
- [[Fitxer:Flag of Nigeria.svg|23x15px|border |alt=Nigèria|link=Selecció de futbol de Nigèria|{{#if:|]] Samuel Chukwueze
- [[Fitxer:Flag of Nigeria.svg|23x15px|border |alt=Nigèria|link=Selecció de futbol de Nigèria|{{#if:|]] Kelechi Iheanacho
- [[Fitxer:Flag of Nigeria.svg|23x15px|border |alt=Nigèria|link=Selecció de futbol de Nigèria|{{#if:|]] Umar Sadiq
- [[Fitxer:Flag of Nigeria.svg|23x15px|border |alt=Nigèria|link=Selecció de futbol de Nigèria|{{#if:|]] Moses Simon
- [[Fitxer:Flag of Nigeria.svg|23x15px|border |alt=Nigèria|link=Selecció de futbol de Nigèria|{{#if:|]] William Troost-Ekong
- [[Fitxer:Flag of Senegal.svg|23x15px|border |alt=Senegal|link=Selecció de futbol del Senegal|{{#if:|]] Abdou Diallo
- [[Fitxer:Flag of Senegal.svg|23x15px|border |alt=Senegal|link=Selecció de futbol del Senegal|{{#if:|]] Famara Diédhiou
- [[Fitxer:Flag of Senegal.svg|23x15px|border |alt=Senegal|link=Selecció de futbol del Senegal|{{#if:|]] Bamba Dieng
- [[Fitxer:Flag of Senegal.svg|23x15px|border |alt=Senegal|link=Selecció de futbol del Senegal|{{#if:|]] Idrissa Gueye
- [[Fitxer:Flag of Senegal.svg|23x15px|border |alt=Senegal|link=Selecció de futbol del Senegal|{{#if:|]] Cheikhou Kouyaté
- [[Fitxer:Flag of Senegal.svg|23x15px|border |alt=Senegal|link=Selecció de futbol del Senegal|{{#if:|]] Ismaïla Sarr
- [[Fitxer:Flag of Sierra Leone.svg|23x15px|border |alt=Sierra Leone|link=Selecció de futbol de Sierra Leone|{{#if:|]] Alhaji Kamara
- [[Fitxer:Flag of Sierra Leone.svg|23x15px|border |alt=Sierra Leone|link=Selecció de futbol de Sierra Leone|{{#if:|]] Musa Noah Kamara
- [[Fitxer:Flag of Sudan.svg|23x15px|border |alt=Sudan|link=Selecció de futbol del Sudan|{{#if:|]] Walieldin Khedr
- [[Fitxer:Flag of Tunisia.svg|23x15px|border |alt=Tunísia|link=Selecció de futbol de Tunísia|{{#if:|]] Seifeddine Jaziri
- [[Fitxer:Flag of Tunisia.svg|23x15px|border |alt=Tunísia|link=Selecció de futbol de Tunísia|{{#if:|]] Hamza Mathlouthi
- [[Fitxer:Flag of Tunisia.svg|23x15px|border |alt=Tunísia|link=Selecció de futbol de Tunísia|{{#if:|]] Youssef Msakni
- [[Fitxer:Flag of Zimbabwe.svg|23x15px|border |alt=Zimbàbue|link=Selecció de futbol de Zimbàbue|{{#if:|]] Kudakwashe Mahachi
- [[Fitxer:Flag of Zimbabwe.svg|23x15px|border |alt=Zimbàbue|link=Selecció de futbol de Zimbàbue|{{#if:|]] Knowledge Musona
- [[Fitxer:Flag of Zimbabwe.svg|23x15px|border |alt=Zimbàbue|link=Selecció de futbol de Zimbàbue|{{#if:|]] Ishmael Wadi

En pròpia porta
- [[Fitxer:Flag of Burkina Faso.svg|23x15px|border |alt=Burkina Faso|link=Selecció de futbol de Burkina Faso|{{#if:|]] Adama Guira (contra Gabon)
- [[Fitxer:Flag of Cameroon.svg|23x15px|border |alt=Camerun|link=Selecció de futbol del Camerun|{{#if:|]] André Onana (contra Burkina Faso)
- [[Fitxer:Flag of Morocco.svg|23x15px|border |alt=Marroc|link=Selecció de futbol del Marroc|{{#if:|]] Nayef Aguerd (contra Gabon)

## Guardons
Millor jugador del torneig
- [[Fitxer:Flag of Senegal.svg|23x15px|border |alt=Senegal|link=Selecció de futbol del Senegal|{{#if:|]] Sadio Mané[20]

Màxim golejador
- [[Fitxer:Flag of Cameroon.svg|23x15px|border |alt=Camerun|link=Selecció de futbol del Camerun|{{#if:|]] Vincent Aboubakar (8 goals)[20]

Millor porter
- [[Fitxer:Flag of Senegal.svg|23x15px|border |alt=Senegal|link=Selecció de futbol del Senegal|{{#if:|]] Édouard Mendy[20]

Millor jugador jove
- [[Fitxer:Flag of Burkina Faso.svg|23x15px|border |alt=Burkina Faso|link=Selecció de futbol de Burkina Faso|{{#if:|]] Issa Kaboré[21]

Premi al joc net
- Senegal[20]

Equip ideal de la CAF
- Entrenador:  Aliou Cissé

| Porter | Defenses | Centrecampistes | Davanters |
| --- | --- | --- | --- |
| [[Fitxer:Flag of Senegal.svg\|23x15px\|border \|alt=Senegal\|link=Selecció de futbol del Senegal\|{{#if:\|]] Édouard Mendy | [[Fitxer:Flag of Morocco.svg\|23x15px\|border \|alt=Marroc\|link=Selecció de futbol del Marroc\|{{#if:\|]] Achraf Hakimi [[Fitxer:Flag of Egypt.svg\|23x15px\|border \|alt=Egipte\|link=Selecció de futbol d'Egipte\|{{#if:\|]] Mohamed Abdelmonem [[Fitxer:Flag of Burkina Faso.svg\|23x15px\|border \|alt=Burkina Faso\|link=Selecció de futbol de Burkina Faso\|{{#if:\|]] Edmond Tapsoba [[Fitxer:Flag of Senegal.svg\|23x15px\|border \|alt=Senegal\|link=Selecció de futbol del Senegal\|{{#if:\|]] Saliou Ciss | [[Fitxer:Flag of Egypt.svg\|23x15px\|border \|alt=Egipte\|link=Selecció de futbol d'Egipte\|{{#if:\|]] Mohamed Elneny [[Fitxer:Flag of Senegal.svg\|23x15px\|border \|alt=Senegal\|link=Selecció de futbol del Senegal\|{{#if:\|]] Nampalys Mendy [[Fitxer:Flag of Burkina Faso.svg\|23x15px\|border \|alt=Burkina Faso\|link=Selecció de futbol de Burkina Faso\|{{#if:\|]] Blati Touré | [[Fitxer:Flag of Egypt.svg\|23x15px\|border \|alt=Egipte\|link=Selecció de futbol d'Egipte\|{{#if:\|]] Mohamed Salah [[Fitxer:Flag of Cameroon.svg\|23x15px\|border \|alt=Camerun\|link=Selecció de futbol del Camerun\|{{#if:\|]] Vincent Aboubakar [[Fitxer:Flag of Senegal.svg\|23x15px\|border \|alt=Senegal\|link=Selecció de futbol del Senegal\|{{#if:\|]] Sadio Mané |